# Tippi Hedren
Nathalie Kay "Tippi" Hedren (New Ulm, 1930. január 19. –) amerikai színésznő. Melanie Griffith anyja. Karrierjét modellként kezdte, többek között a Life és a Glamour címlapján szerepelt. Mikor Alfred Hitchcock felfedezte őt egy reklámfilm forgatása közben, főszerepet ajánlott neki a Madarak és a Marnie című filmekben. Karrierje során több mint 80 filmben és televíziós sorozatban szerepelt. Nagy állatvédő hírében áll; 1983-ban megalapította saját alapítványát Roar Foundation néven.

## Életpályája
1930. január 19-én született a minnesotai New Ulm-ban, Bernard Carl és Dorothea Henrietta Hedren gyermekeként. A család a minnesotai Morningside-ba költözött, amikor Tippi Hedren 4 éves volt. 17 éves koráig itt élt és a Dayton's-nak modellkedett. Tévesen sokszor 1935-re tették születési dátumát. A Biography 2004-es adásában mondta el, hogy 1930-ban született. Apai ágon lévő nagyszülei svéd bevándorlók voltak, anyja pedig német és norvég felmenőkkel rendelkezik. A Morningside Schoolban és a West High Schoolban tanult.

## Filmjei
- Madarak (1963)
- A hongkongi grófnő (1967)
- The Courtship of Eddie's Father (1970-1971)
- Lidércfény (1983)
- Hotel (1988)
- Halálos kémjátékok (1989)
- Jéghideg éjszaka, forró lány (1990)
- Csendes terror (1990)
- Gazdagok és szépek (1990-1991)
- Az éjszaka árnyai (1991)
- Gyilkos szem (1992)
- Perry Mason: Az örök fiatalság titka (1993)
- Gyilkos sorok (1993)
- Madarak 2. (1994)
- Csalfa csábítások (1994)
- Dream On (1994-1996)
- Ez az életem (1996)
- Chicago Hope Kórház (1998)
- Internetszerelem (1998)
- Őrület sodrában (1998)
- Korán keltem aznap, amikor meghaltam (1998)
- Gyilkosság a szomszédban (1999)
- Pénz, pénz, pénz (2000-2001)
- Vérszomjas szörnyeteg (2003)
- Multik haza! (2004)
- 4400 (2006)
- Sötét titkok (2007)
- Nora Roberts: A múlt titkai (2009)
- Batman: A bátor és a vakmerő (2011)
- Jayne Mansfield kocsija (2012)
- Nevelésből elégséges (2012)
- Született szinglik (2013)